# A Moça que Dançou com o Diabo
A Moça que Dançou com o Diabo é um curta-metragem brasileiro de 2016, escrito e dirigido por João Paulo Miranda Maria. O filme foi selecionado para competir pela Palma de Ouro de curta-metragem no Festival de Cannes em 2016, onde ganhou o Prêmio Especial do Júri. Posteriormente, o filme foi indicado ao Grande Prêmio do Cinema Brasileiro.
O filme traz uma releitura contemporânea de uma lenda do interior paulista, contada há mais de cem anos. Na versão adaptada, uma menina vive conflitos que envolvem religião e suas descobertas da adolescência.
Filmado na cidade paulista de Rio Claro, o curta-metragem contou com um orçamento de R$ 500, gerados através de uma rifa. 
O diretor já havia marcado presença em Cannes anteriormente, com o curta-metragem Command Action, de 2015, selecionado para competição da mostra Semaine de la Critique. Posteriormente, João Paulo Miranda Maria estreou seu primeiro longa-metragem, Casa de Antiguidades, também no Festival de Cannes.